# Le Coudray-Montceaux
Le Coudray-Montceaux – miejscowość i gmina we Francji, w regionie Île-de-France, w departamencie Essonne. Przez miejscowość przepływa Sekwana. 
Według danych na rok 1990 gminę zamieszkiwały 2494 osoby, a gęstość zaludnienia wynosiła 218 osób/km² (wśród 1287 gmin regionu Île-de-France Le Coudray-Montceaux plasuje się na 440. miejscu pod względem liczby ludności, natomiast pod względem powierzchni na miejscu 306.).